# Назарчо Назарчев
Назарчо Георгиев Назарчев е български политик, деец на Българската работническа социалдемократическа партия.

## Биография
Роден е в семейството на просветния деец от Якоруда Георги Назарчев. По професия е занаятчия. Назарчев е сред основателите на комитет на БРСДП в град Фердинанд в 1910 година. В 1911 и 1912 година е секретар на местния партиен комитет. Делегат е на XVIII конгрес на БРСДП в 1911 година и на XIX конгрес на партията в 1912 година.